# Krzysztof Sasin Karśnicki
Krzysztof Sasin Karśnicki herbu Jastrzębiec – podsędek ziemski sieradzki, burgrabia krakowski, deputat do odbierania kwarty.
Poseł województwa łęczyckiego na sejm 1578 roku.